# Йениш, Николай Христианович
Николай Христианович Йениш  (1851—1903) — контр-адмирал Русского императорского флота.

## Биография
Родился в 1851 году. Его отец, доктор Христиан Христианович Йениш (1812—1855), вскоре умер в осажденном Севастополе. Его брат, Виктор Христианович (1852—1893) — капитан 2-го ранга, теоретик и практик морской артиллерии, преподаватель артиллерийского офицерского класса Михайловской артиллерийской академии, командир броненосца «Русалка».
В 1864 году был принят в Морской кадетский корпус;  29 апреля 1868 года был произведён в гардемарины. В 1869—1870 годах плавал на флагманском корабле адмирала Бутакова «Петропавловск». После окончания кадетского корпуса сначала служил в Кронштадте, откуда 25 мая 1872 года переведён на Каспийский флот; 20 октября 1873 года был произведён в лейтенанты и назначен на пароход «Наср-Эддин-Шах».
В 1876—1878 годах учился в Михайловской артиллерийской академии, после окончания которой продолжил службу на «Наср-Эддин-Шах» — вахтенным командиром до 1881 года.
С 3 октября 1884 года командовал пароходом «Красноводск»; 10 марта 1885 года был произведён в капитаны 2-го ранга. С 18 января 1886 года командовал шхуной «Лоцман».
Был переведён на Балтийский флот, в офицерские списки которого был утверждён 2 августа 1886 года. С 29 января 1887 года был старшим офицером броненосного фрегата «Князь Пожарский», откуда 1 ноября 1888 года был переведён старшим офицером броненосной батареи «Первенец». С 16 ноября 1890 года командовал канонеркой «Бурун», с 23 февраля 1891 года — монитором «Стрелец»; 18 декабря 1894 года произведён в капитаны 1-го ранга, с 12 августа 1895 года был назначен командиром канонерских лодок 1-го морского экипажа; с 6 февраля 1896 года командовал канонеркой «Кореец».
25 апреля 1897 года он был назначен командиром броненосца «Наварин», направленном на Дальний Восток, где в 1898 году руководил охраной Порт-Артура и находящегося рядом Да-лянь-ван, которые Россия решила забрать в своё владение. По возвращении из плавания, 18 декабря 1899 года Йениш был назначен командиром 14-го морского экипажа в Кронштадте и, одновременно, в июне 1900 года — командиром крейсера 1-го класса «Аврора». В конце следующего года, 12 декабря 1900 года, он был переведён на должность начальника штаба командующего Черноморским флотом и портами, а 13 января 1901 года произведён в контр-адмиралы.
21 сентября 1902 года Йениш был уволен с должности начальника штаба, а в связи со смертью, наступившей 25 апреля (8 мая) 1903 года, 10 мая 1903 года исключен из офицерских списков русского флота. Был похоронен на русском кладбище в Ницце.

## Награды
российские
- орден Св. Станислава 3-й ст. (01.01.1876)
- орден Св. Анны 3-й ст. (01.01.1879)
- орден Св. Станислава 2-й ст. (13.03.1881)
- орден Св. Владимира 4-й ст. (20.09.1884)
- орден Св. Анны 2-й ст. (01.01.1890)
- орден Св. Владимира 3-й ст. (14.09.1899)